# Autryville
Autryville és una població dels Estats Units a l'estat de Carolina del Nord. Segons el cens del 2000 tenia 196 habitants.

## Demografia
Segons el cens del 2000, Autryville tenia 196 habitants, 97 habitatges i 54 famílies. La densitat de població era de 142,8 habitants per km².
Dels 97 habitatges en un 20,6% hi vivien nens de menys de 18 anys, en un 42,3% hi vivien parelles casades, en un 11,3% dones solteres, i en un 43,3% no eren unitats familiars. En el 40,2% dels habitatges hi vivien persones soles el 15,5% de les quals corresponia a persones de 65 anys o més que vivien soles. El nombre mitjà de persones vivint en cada habitatge era de 2,02 i el nombre mitjà de persones que vivien en cada família era de 2,62.
Per edats la població es repartia de la següent manera: un 18,9% tenia menys de 18 anys, un 7,1% entre 18 i 24, un 30,1% entre 25 i 44, un 20,9% de 45 a 60 i un 23% 65 anys o més.
L'edat mediana era de 39 anys. Per cada 100 dones de 18 o més anys hi havia 93,9 homes.
La renda mediana per habitatge era de 21.719 $ i la renda mediana per família de 28.333 $. Els homes tenien una renda mediana de 27.917 $ mentre que les dones 22.500 $. La renda per capita de la població era de 22.132 $. Entorn del 8,6% de les famílies i l'11,7% de la població estaven per davall del llindar de pobresa.

## Poblacions més properes
El següent diagrama mostra les poblacions més properes.